# Purba Tajpur
Purba Tajpur é uma vila no distrito de Hugli, no estado indiano de Bengala Ocidental.

## Demografia
Segundo o censo de 2001, Purba Tajpur tinha uma população de 6276 habitantes. Os indivíduos do sexo masculino constituem 49% da população e os do sexo feminino 51%. Purba Tajpur tem uma taxa de literacia de 71%, superior à média nacional de 59,5%: a literacia no sexo masculino é de 76% e no sexo feminino é de 67%. Em Purba Tajpur, 13% da população está abaixo dos 6 anos de idade.